# 165 г. пр.н.е.
165 (сто шестдесет и пета) година преди новата ера (пр.н.е.) е година от доюлианския (Помпилийски) римски календар.

## Събития

### В Римската република
- Консули са Тит Манлий Торкват и Гней Октавий.
- Пратеници на Прусий II пристигат в Рим, за да се оплачат от домогвания на Пергам, които те считат за насочени срещу Витиния. Посолства от други съседни държави също опитват да убедят Сената, че пергамския цар Евмен II и царят на Селевкидите Антиох IV Епифан се договарят срещу интересите на Рим.[1]
- В Рим се състои премиерата на известната пиеса на Теренций „Свекървата“ (Hecyra), но представлението претърпява неуспех, когато вниманието на публиката е привлеченo от въжеиграч или боксьор.[2]

### В Азия
- Антиох IV Епифан започва източната си военна кампания. Обявилият се за независим цар Арташес I е победен и покорен от селевкидския цар.[3]
- Юда Макавей превзема Йерусалим и Втория храм.[3]